# Erzsébet Krisztina magyar királyné
Braunschweigi Erzsébet Krisztina (németül: Elisabeth Christine von Braunschweig, spanyolul: Isabel Cristina de Brunswick; Braunschweig, Braunschweig–Lüneburg, 1691. augusztus 28. – Bécs, Ausztria, 1750. december 21.), a Szent Római Birodalom császárnéja, Ausztria főhercegnéje, valamint Magyarország és Csehország királynéja VI. Károly császár és király feleségeként. Kora ünnepelt szépségének számított, aki az elhibázott orvosi kezelések hatására idővel elhízott és egészségügyi állapota is megromlott. Ő volt Mária Terézia uralkodónő édesanyja, egyúttal ő volt a leghosszabb ideig regnáló császárné a Német-római Birodalomban.

## Életrajza

### Korai évek
Erzsébet Krisztina 1691. augusztus 28-án született Braunschweig városában, a Braunschweig–Lüneburgi Hercegségben. Ő volt az első gyermeke, egyben legidősebb leánya Lajos Rudolf braunschweig–wolfenbütteli hercegnek és feleségének, Krisztina Lujza öttingeni hercegnőnek. Három testvére volt: Sándor Ágost (született és elhunyt 1692-ben), továbbá Sarolta Krisztina (született 1694-ben), valamint Antoinette Amália (született 1696-ban).
A hercegnő tizenhárom éves volt, amikor eljegyezték Károly főherceggel, I. Lipót német-római császár második fiával. Az eljegyzésben nagy szerepe volt a hercegnő ambiciózus nagyapjának, Antal Ulrik fejedelemnek, valamint a főherceg sógornőjének, Vilma Amália hercegnőnek, aki Erzsébet Krisztina rokonaként a Welf-ház egy másik mellékágából származott.
Kezdetben az elkötelezett lutheránus vallású Erzsébet Krisztina ellenezte a nem protestáns házasságot, mivel nem akart áttérni a római katolikus hitre – végül azonban nagyapja közbenjárására megadta magát. Vőlegénye édesanyja, Eleonóra Magdolna császárné személyesen oktatta a katolicizmusra, 1706-ban pedig együtt zarándokoltak Mariazellbe. Áttérésére 1707. május 1-jén került sor a bambergi Szent Péter és Szent György-dómban, a mainzi érsek, Lothar Franz von Schönborn előtt tett eskü keretén belül.

### Eljegyzése és házassága

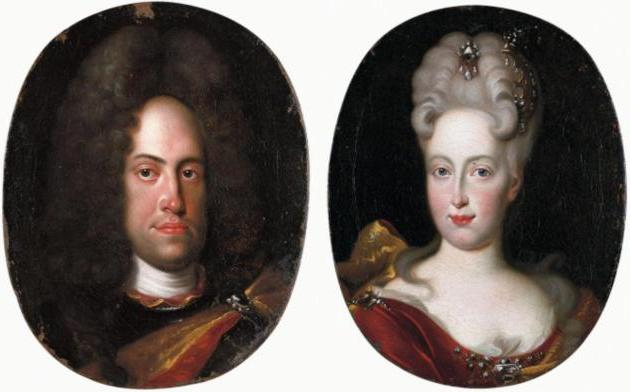
Erzsébet Krisztina (jobbra) és Károly főherceg (balra) házasságkötésük évében, 1708-ban

I. Lipót császár 1705 májusában elhunyt, örökébe legidősebb fia, József lépett. Másodszülött fiát, Károly főherceget a gyermektelen II. Károly spanyol király utódjának szánta, így a főherceg Erzsébet Krisztinával való eljegyzése idején spanyol örökségéért küzdött a Napkirály unokájával, Anjou hercegével szemben.
Erzsébet Krisztina két héttel áttérése után érkezett meg Ausztriába, ahol hamar jó benyomást tett vőlegénye családjára. Jegyesével ekkor nem találkoztak, mivel a vőlegény Barcelonában tartózkodott. 1708. április 23-án, a schönbrunni kastély mellett található hietzingi Szűz Mária-plébániatemplomban képviselők útján hozzáment Károlyhoz. A távol lévő vőlegényt bátyja, a császár képviselte a szertartáson. Két nappal később Mária Krisztina útnak indult férjéhez. Az útja Genovába vezetett, ahonnan hajóval érkezett meg Barcelonába 1708 júliusában. Augusztus 1-jén megtartották tényleges esküvőjüket, amely alkalomból Antonio Caldara itáliai zeneszerző külön szerenádot komponált és adott elő a pár tiszteletére.
Spanyolországban tartózkodva Erzsébet Krisztinára folyamatos nyomást helyezett férje és közvetlen környezete, hogy mielőbb fiút szüljön, mivel Károly vetélytársának, Anjou hercegének ekkor már volt egy fia, Lajos személyében. Emiatt férjével való kapcsolata a kezdeti években boldogtalannak bizonyult, amit tovább nehezített, hogy Erzsébet Krisztina rosszul viselte a számára igen merev spanyol etikettet. 1711. április 17-én váratlanul meghalt a főherceg bátyja, I. József császár. Károly ekkor Frankfurtba utazott, hogy fiúörökös nélkül elhunyt fivére örökébe lépjen, mint a Habsburg-ház utolsó egyenesági férfi tagja. Felesége kormányzóként Spanyolországban maradt. Az örökösödési háború végéig, 1713-ig az országban tartózkodott, hogy fenntartsa a Habsburg-pártiak morálját a győzelem mellett. Végül a háború elvesztését követően, 1713 tavaszán ő maga is elhagyta Spanyolországot, hogy kövesse férjét Bécsben.

### Német-római császárnéként

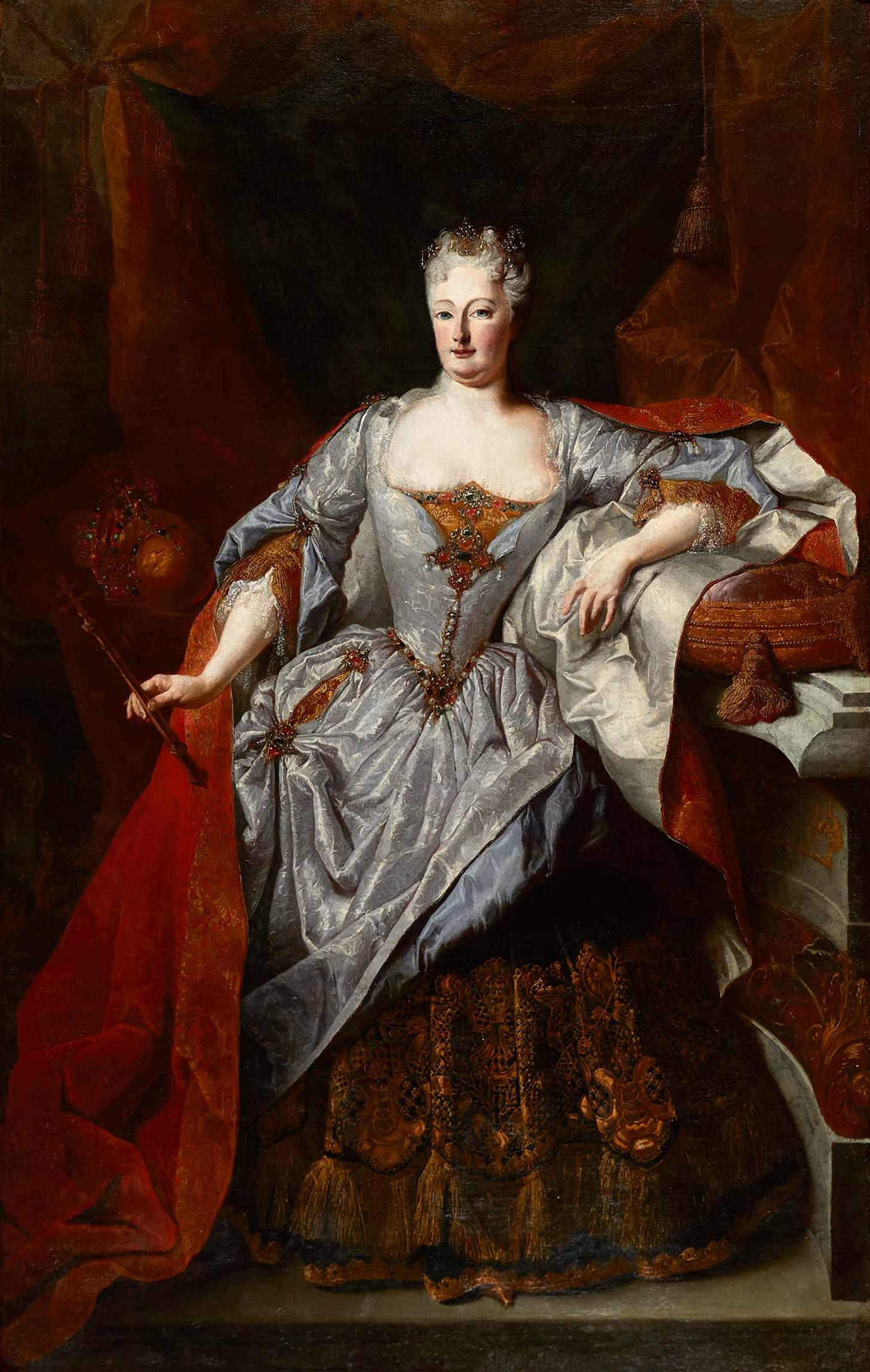
Erzsébet Krisztina német-római császárné, magyar és cseh királyné portréja. Férje, a császár gyakran becézte „fehér Liesl” néven fehér arcbőre okán

Erzsébet Krisztina Spanyolországot elhagyva 1713. március 28-án ért Genovába, ahonnan Linzbe tovább haladva férje fogadta őt és kíséretét. Végül július 11-én lépett a császárvárosba, Bécsbe. Magyarország királynéjává való koronázására egy évvel később, 1714. október 18-án került sor a pozsonyi Szent Márton-dómban, Volkra Ottó János veszprémi püspök celebrálásában. Cseh királynévá férjével együtt koronázták Prágában, a Szent Vitus-székesegyházban, 1723. szeptember 5-én.

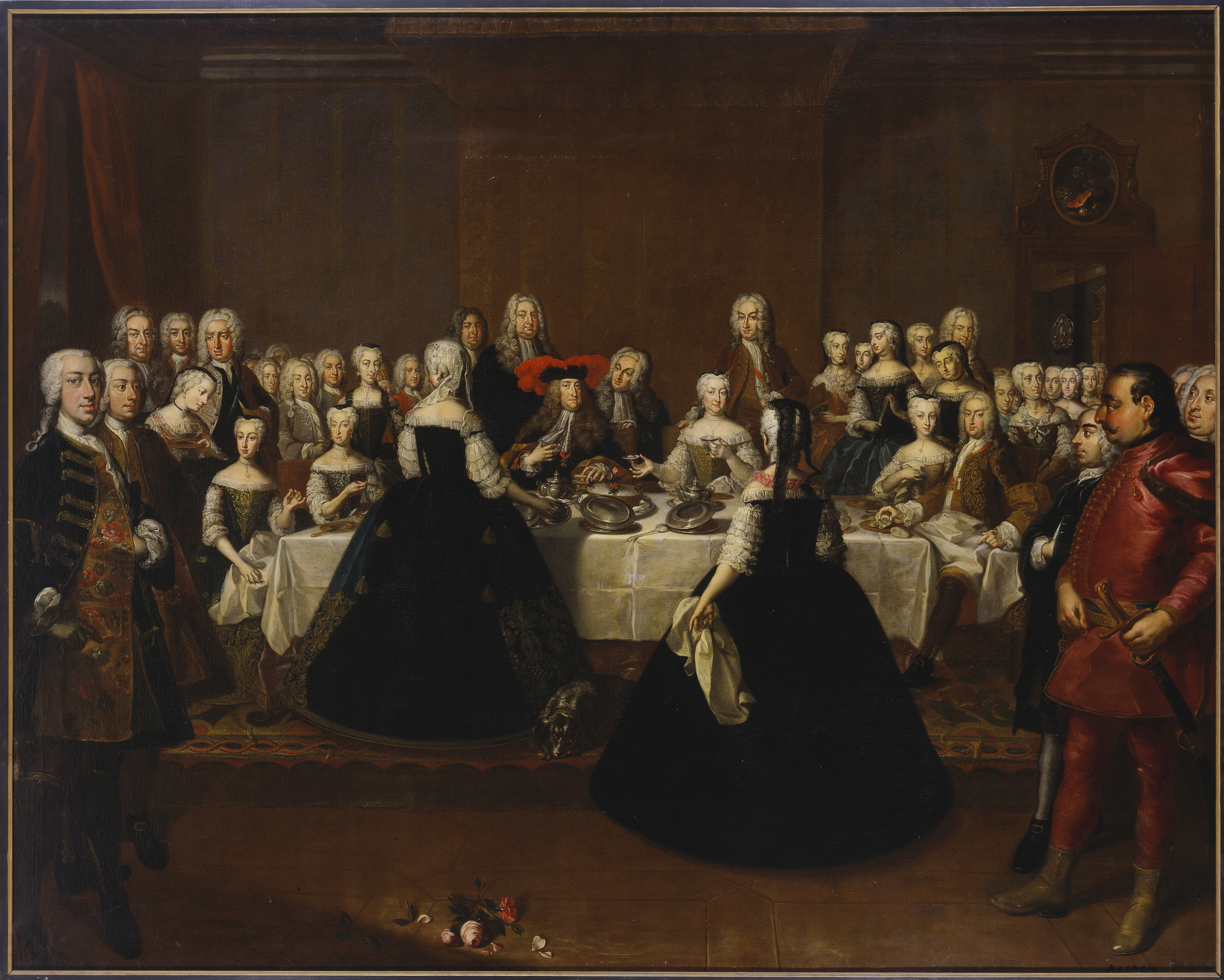
A császári pár leányuk, Mária Terézia és Lotaringiai Ferenc István esküvői reggelijén 1734-ben Martin van Meytens munkáján. (Erzsébet Krisztina középen látható, férje, a piros tollas kalapban lévő Károly császár mellett.)

Császárnéként Mária Krisztina kimagasló szorgalommal látta el hitvesi szerepköréből adódó reprezentatív feladatait. Emellett szeretett vadászni és vadászmulattságokra járni, valamint kiváló lövész is volt. Azonban férje, Károly császár Ausztriába érkezését követően nem hagyta politikai befolyáshoz jutni. Az intelligens császárné ennek ellenére befolyásos kapcsolatokat alakított ki számos miniszterrel, különösen Starhemberg gróffal. A német családi kapcsolatai révén pedig befolyást tudott gyakorolni a porosz és az orosz viszonyra egyaránt: sikeresen szervezte meg unokahúga, a szintén Erzsébet Krisztina házasságát a porosz koronaherceggel, Frigyessel, valamint unokaöccse, Antal Ulrik frigyét Anna Leopoldovnával. Ugyanakkor a frigytől is remélt osztrák-porosz közeledés csak férje és I. Frigyes Vilmos porosz király ugyanazon évben, 1740-ben bekövetkezett halálukig tartott, ugyanis az év végén, 1740 decemberében az új király, II. Frigyes megszállta Sziléziát, elindítva ezzel az első sziléziai háborút.
Erzsébet Krisztina házasságát a rá nehezedő nyomás uralta, hogy fiúörököst szüljön Károlynak. Ennek 1716 áprilisában eleget is tett, amikor megszületett első és egyetlen fia, Lipót János. A kis főherceg azonban hét hónappal később váratlanul elhunyt betegség következtében. Hogy termékenyebbé tegyék, az udvari orvosok minden reggel szeszes italokat itattak vele. Az alkohol hatására a császárné korábban fehér arcbőre – ami miatt férje „fehér Liesl” (németül: „weiße Liesl”) néven becézte – kipirosodott. Hálószobáját mezítelen férfiak képéivel töltötték fel, hogy ezzel Erzsébet Krisztina képzeletére hatva fiúgyermek születhessen. Az orvosok ezen felül gazdag étrendet is előírtak neki, amely hatására a császárné nem csak jelentős mértékben elhízott, de légzési nehézségei is támadtak, egy idő után pedig a lábra állás is nehézséget okozott a számára.
Az elhibázott orvosi kezelések miatt a császárné egészségügyi állapota teljesen leromlott. Bár férjének házasságuk alatt számos szeretője is volt, emellett férfiakkal is folytatott szexuális viszonyt, naplójában őszinte aggodalmát fejezte ki Erzsébet Krisztina állapota miatt. Abba is beletörődött, hogy sosem fog fia születni. Az elhunyt főherceget követően három leányuk látta meg a napvilágot: Mária Terézia 1717-ben, Mária Anna 1718-ban és Mária Amália 1724-ben. A fiúörökös születésének hiánya mellett tragédiák sora is sújtotta őket: legkisebb leányuk hét esztendősen 1730-ban elhunyt, majd második leányuk, Mária Anna is életét vesztette 1744-ben kötött házassága évében első gyermeke születését követően gyermekágyi lázban.

### Későbbi élete

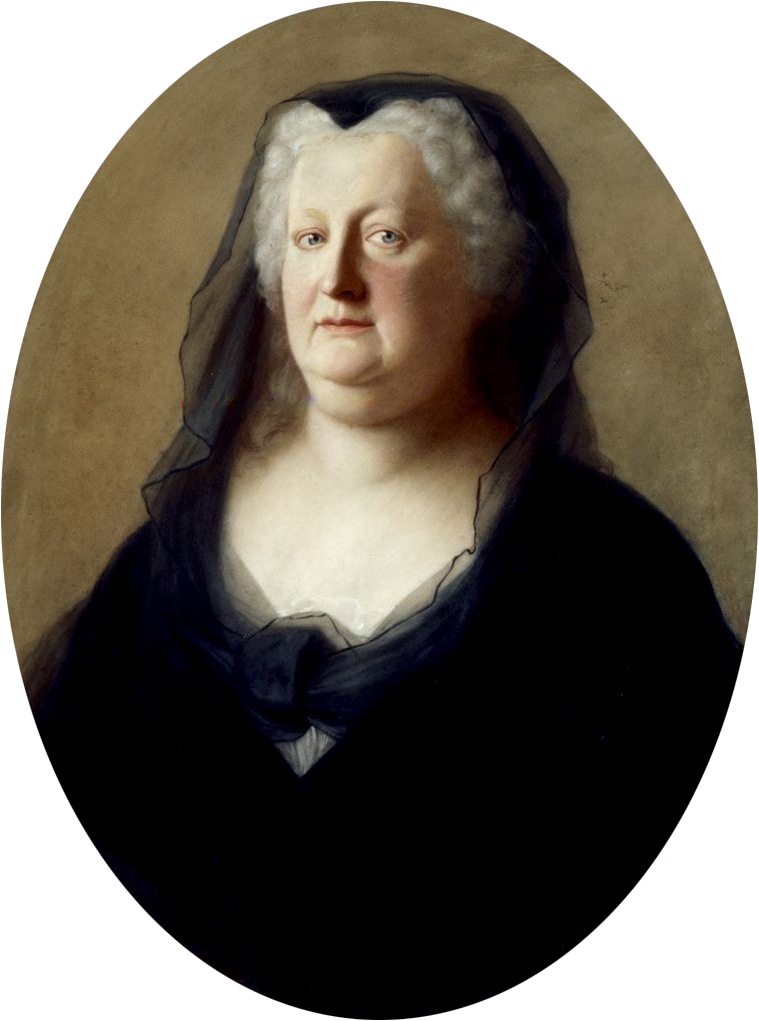
Az idős özvegy császárné Jean-Étienne Liotard 1740 utáni portréján

Még második leánya, Mária Anna főhercegnő elvesztése előtt 1740 októberében elhunyt férje, Károly császár, ezzel pedig végleg kihalt a Habsburg-ház férfi ága. Még 1713. április 19-én a császár kihirdette a Pragmatica Sanctiót, amely lehetővé tette legidősebb leányuk, Mária Terézia számára az öröklést. Bár a nagyhatalmak korábban elfogadták a főhercegnő utódlását, Károly halála után a környező birodalmak kísérletet tettek a Habsburg Monarchia szétszabdalására, ezzel pedig kezdetét vette az 1748-ig elhúzódó osztrák örökösödési háború.
Mária Terézia végül sikeresen meg tudta védeni örökségét. Édesanyát mindvégig nagyra becsülte. Özvegyi rezidenciájául a Schönbrunn melletti – a mai Bécs XII. kerületében található – Hetzendorf-kastélyt rendezte be számára, ahol gyakran látogatta édesanyját. Az idős özvegy császárné itt töltötte élete utolsó éveit gyenge egészségügyi állapotában, elhízva, nehezen járva, reumától és övsömörtől sújtva.
Erzsébet Krisztina végül pár nappal 1750 karácsonya előtt, december 21-én hunyt el, ötvenkilenc éves korában. A császárné az egyike annak a negyvenegy személynek, akik „külön temetést” kaptak: belső szerveit a bécsi Szent István-székesegyház hercegi kriptájában, testétét a Habsburgok hagyományos temetkezési helyén, a Kapucinusok templomának Károly Sírboltjában, míg szívét az Ágoston-rendiek templomának kriptájában helyezték örök nyugalomra.

## Gyermekei
|    | Gyermeke                 | Született            | Elhunyt            | Megjegyzés |
| -- | ------------------------ | -------------------- | ------------------ | --- |
| 1. | Lipót János főherceg     | 1716. április 13.    | november 4.        | Szülei egyetlen fiúgyermeke volt, aki hét hónapos korában betegség következtében elhunyt. Őt követően a császári párnak – bár nagyon reménykedtek benne –, soha többé nem született fiú gyermeke. Ő volt a Habsburg-ház utolsó egyenesági férfi leszármazottja.                                                 |
| 2. | Mária Terézia főhercegnő | 1717. május 13.      | 1780. november 29. | Legidősebb gyermekként ő lett apja örököse, így Ausztria uralkodó főhercegnője, valamint Csehország és Magyarország királynője is. A német-római császári címet nem ő, hanem férje, Lotaringiai Ferenc István nyerte el, ám a Birodalom feletti hatalmat Mária Terézia gyakorolta. Tizenhat gyermeke született. |
| 3. | Mária Anna főhercegnő    | 1718. szeptember 18. | 1744. december 16. | Ausztria főhercegnője, szülei második leánya. 1744-ben lett Károly Sándor lotaringiai herceg felesége, amely házasság révén elnyerte a Lotaringia és Bar hercegnéje címet, valamint férjével együtt 1744-ben – nem sokkal korai halála előtt – Németalföld kormányzója is lett. Nem származtak utódai.          |
| 4. | Mária Amália főhercegnő  | 1724. április 5.     | 1730. április 19.  | Ausztria főhercegnője, aki kisgyermekként, mindössze hat esztendös korában elhunyt. Uralkodóháza utolsó férfi ágon született tagja volt. |